# السلمانیه (بحرین)
السلمانیه (به عربی: السلمانیة) یک منطقهٔ مسکونی در بحرین است که در استان عاصمه (بحرین) واقع شده‌است.